# President de la Comissió Pontifícia per a l'estat de la Ciutat del Vaticà
El President de la Comissió Pontifícia per a l'estat de la Ciutat del Vaticà és el cap de la Comissió Pontifícia per l'Estat de la Ciutat del Vaticà, el cos legislatiu de la Ciutat del Vaticà. Com a membre superior de la Cúria Pontifícia, el president habitualment és un cardenal de l'Església Catòlica. És nomenat pel Papa per a un període de 5 anys. L'ocupant del càrrec té des de l'any 2000 el nom de President de la Governació de la Ciutat del Vaticà, que és diferent de l'antic títol de Governador de la ciutat del Vaticà.
A més del seu paper legislatiu, el President de la Governació de l'estat de la Ciutat del Vaticà és l'autoritat executiva delegada pel Papa per a la Ciutat del Vaticà. Les administracions i departaments del govern de la Ciutat del Vaticà, incloent el Corpo della Gendarmeria, l'Observatori Vaticà, els Museus Vaticans i el Departament de Vil·les Pontifícies (que administra Castel Gandolfo) reporten a la Governació.
Les funcions de la Governació són:
- Oficina legal
- Oficina de personal
- Oficina de registres civils
- Arxius
- Oficina de comptes
- Oficina numismàtica i filatèlica
- Oficina de correus i telègrafs
- Oficina d'embarcament
- Departament de policia
- Oficina d'informació de turisme
- Departament de Museus i Galeries
- Departament de serveis econòmics
- Departament de serveis tècnics
- Observatori vaticà
- Castel Gandolfo
- Oficina de recerca arqueològica

Durant el període de sede vacante, el mandat del President finalitza, igual que la majoria de càrrecs de la Cúria. Malgrat això, l'ocupant del càrrec anterior a la mort o dimissió del Papa esdevé un membre de la Comissió, amb l'anterior Cardenal Secretari d'Estat i el Camarlenc de l'Església Catòlica, que realitzen algunes de les funcions de cap d'estat fins que no s'esculli un nou Papa.

## Presidents
| # | Nom                        | País         | Nascut – Mort | Inici del mandat       | Final del mandat       |
| - | -------------------------- | ------------ | ------------- | ---------------------- | ---------------------- |
| 1 | Nicola Canali              | Itàlia       | 1874–1961     | 20 de març de 1939     | 3 d'agost de 1961      |
| 2 | Amleto Giovanni Cicognani  | Itàlia       | 1883–1973     | 12 d'agost de 1961     | 30 d'abril de 1969     |
| 3 | Jean-Marie Villot          | França       | 1905–1979     | 2 de maig de 1969      | 9 de març de 1979      |
| 4 | Agostino Casaroli          | Itàlia       | 1914–1998     | 28 d'abril de 1979     | 8 d'abril de 1984      |
| 5 | Sebastiano Baggio          | Itàlia       | 1913–1993     | 8 d'abril de 1984      | 31 d'octubre de 1990   |
| 6 | Rosalio José Castillo Lara | Veneçuela    | 1922–2007     | 31 d'octubre de 1990   | 14 d'octubre de 1997   |
| 7 | Edmund Szoka               | Estats Units | 1927–         | 14 d'octubre de 1997   | 15 de setembre de 2006 |
| 8 | Giovanni Lajolo            | Itàlia       | 1935–         | 15 de setembre de 2006 | 1 d'octubre de 2011    |
| 9 | Giuseppe Bertello          | Itàlia       | 1942–         | 1 d'octubre de 2011    | al càrrec              |